# Adana kebap

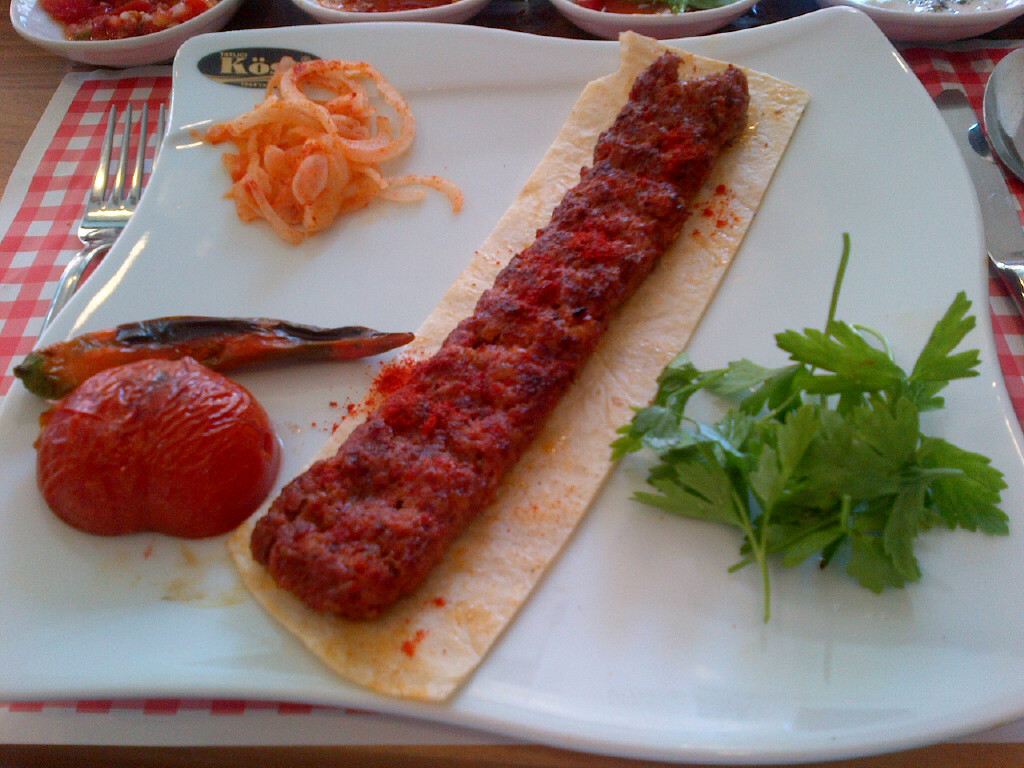
Adana kebap a Ankara

Adana kebap o Adana kebabı és una varietat de kebap a la cuina turca, originari de la província homònima del sud de Turquia. A Adana s'anomena simplement "kıyma", que significa carn picada. Es fa amb carn vermella, normalment d'ovella amb greix.

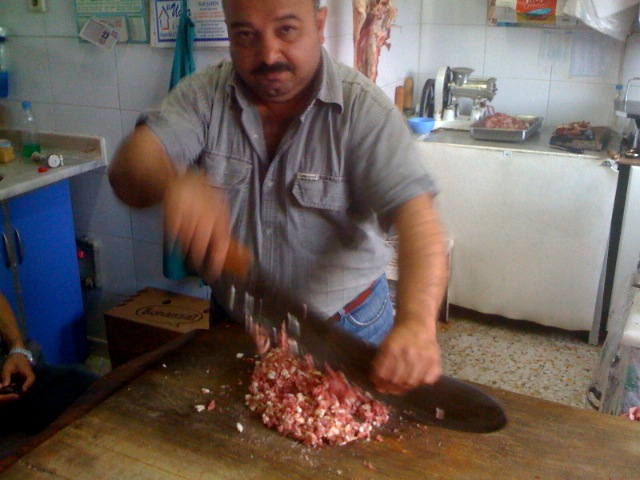
Tallant la carn (kıyma) amb zırh

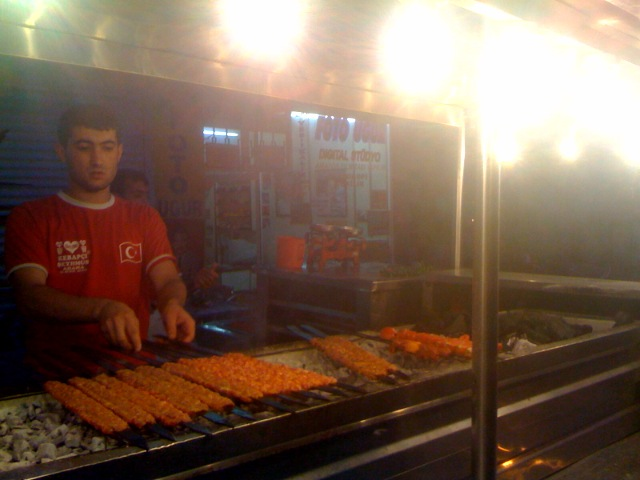
Graellant l'adana kebap

La carn de l'Adana kebap ve de la cuixa i de les costelles dels animals mascles d'un any (toklu en turc) i és picada amb un ganivet especial anomenat "zırh". A la carn s'afegeix solament greix de cua de xai (kuyruk yağı), sal, aigua, el suc de pebrots vermellosos (no picants) frescs i pebre roig picant en pols. Alguns hi afegeixen també pebre negre i una mica d'all a la carn.
Adana kebap es fa a la graella amb unes broquetes (şiş) llargues, especials. La versió sense picant d'aquest kebab s'anomena "Urfa kebap". La beguda tradicional amb Adana kebap és şalgam suyu.